# 瑞尔克
瑞尔克（法語：Jurques，法語發音：[ʒyʁk] ⓘ）是法国卡尔瓦多斯省的一个旧市镇，属于维尔区。2017年，瑞尔克与市镇勒梅尼勒欧祖夫合并为新市镇谢讷河畔迪亚朗。

## 地理
瑞尔克（49°1'4"N, 0°44'33"W）面积12.69 平方千米，位于法国诺曼底大区卡爾瓦多斯省，该省份为法国西北部沿海省份，北濒大西洋英吉利海峡，东北与滨海塞纳省以海上边界相接，东临厄尔省，南至奧恩省，西与芒什省接壤。
与瑞尔克接壤的市镇（或旧市镇、城区）包括：拉比涅、布雷穆瓦、卡阿涅、库尔万、勒梅尼勒欧祖夫、翁德方丹、圣乔治多奈、圣马丹德伯萨斯、圣皮埃尔迪弗雷讷、瑟利讷。

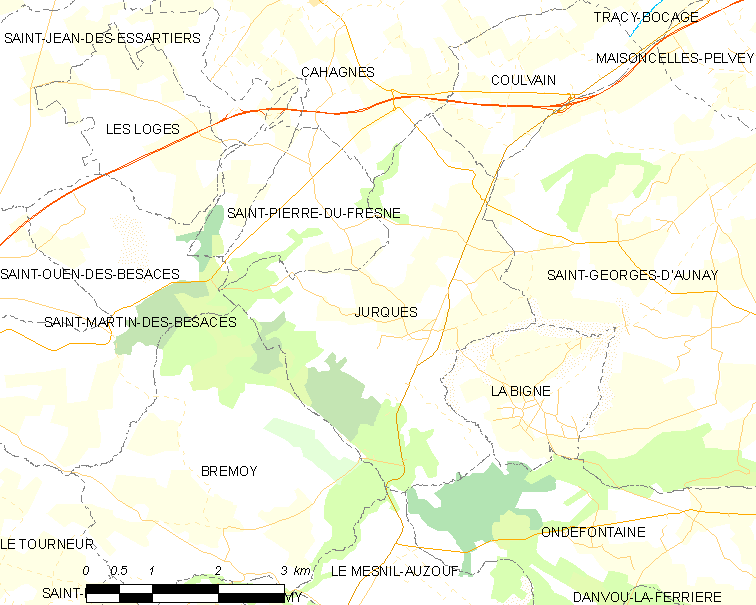
瑞尔克的OSM定位图

瑞尔克的时区为UTC+01:00、UTC+02:00（夏令时）。

## 行政
瑞尔克的邮政编码为14260，INSEE市镇编码为14347。

## 政治
瑞尔克所属的省级选区为莱蒙多奈县。

## 人口

1962-2008年间瑞尔克人口变化图示

瑞尔克于2018年1月1日时的人口数量为692人。